# Гібридний виноград

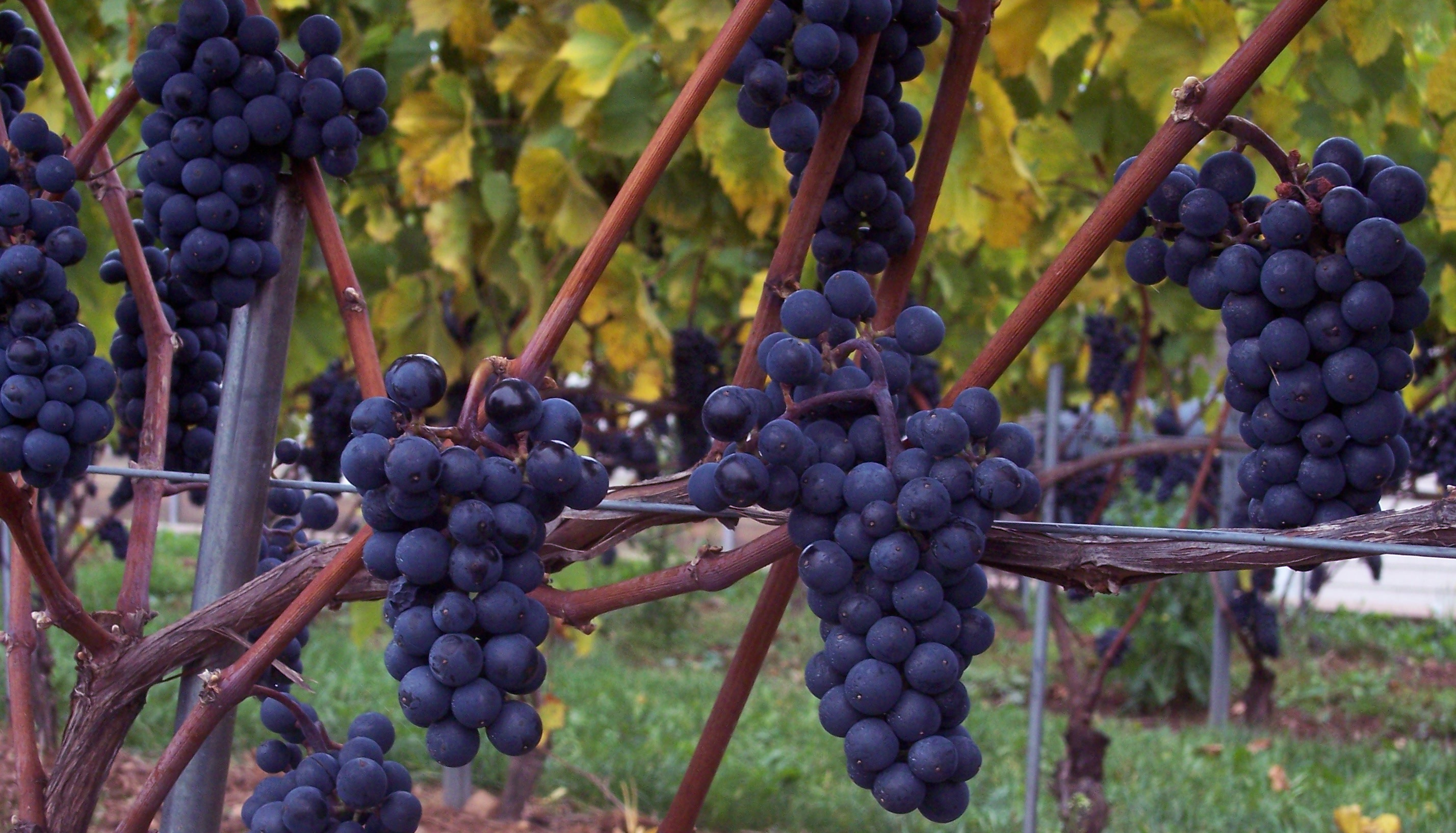
Гібридний сорт винограду Marechal Foch.

Гібридний виноград - це сорти винограду, які є продуктом схрещування двох або більше видів Vitis. Отримання гібридів відрізняється від схрещувань між сортами винограду одного виду, як правило, Vitis vinifera, європейської виноградної лози. Гібридний виноград також називають міжвидовими схрещуваннями або «сучасними сортами». Завдяки переносимості до борошнистої роси, інших грибкових хвороб, нематод та філоксери, гібридні сорти певною мірою стали новою метою європейських селекційних програм. Нещодавно розроблені сорти Рондо та Регент є прикладами нових гібридних сортів винограду для європейських виноградарів. Кілька північноамериканських селекційних програм, такі як програми Корнелла та Університету Міннесоти, зосереджені виключно на гібридному винограді, створили сотні, якщо не тисячі нових сортів.
Гібридні сорти демонструють поєднання ознак свого європейського, азійського та північноамериканського походження. Ті сорти, які походять від Vitis labrusca (наприклад, ті, що все ще використовуються у виробництві австрійського Uhudler), мають сильний аромат «цукатів» або «лісової полуниці», тоді як сорти, які походять від Vitis riparia, часто мають трав'янистий запах із ароматами, що нагадують чорну смородину. Більшість гібридних сортів винограду не можуть отримати достатньо танінів для виробництва червоного вина і зазвичай мають рівень кислотності, що перевищує рівень звичний для споживачів вин, виготовлених із Vitis vinifera. Ці атрибути виявились непопулярними в Європі і були одними з факторів, що призвели до заборони комерційного зростання гібридних лоз у багатьох країнах Європи.

## Історія

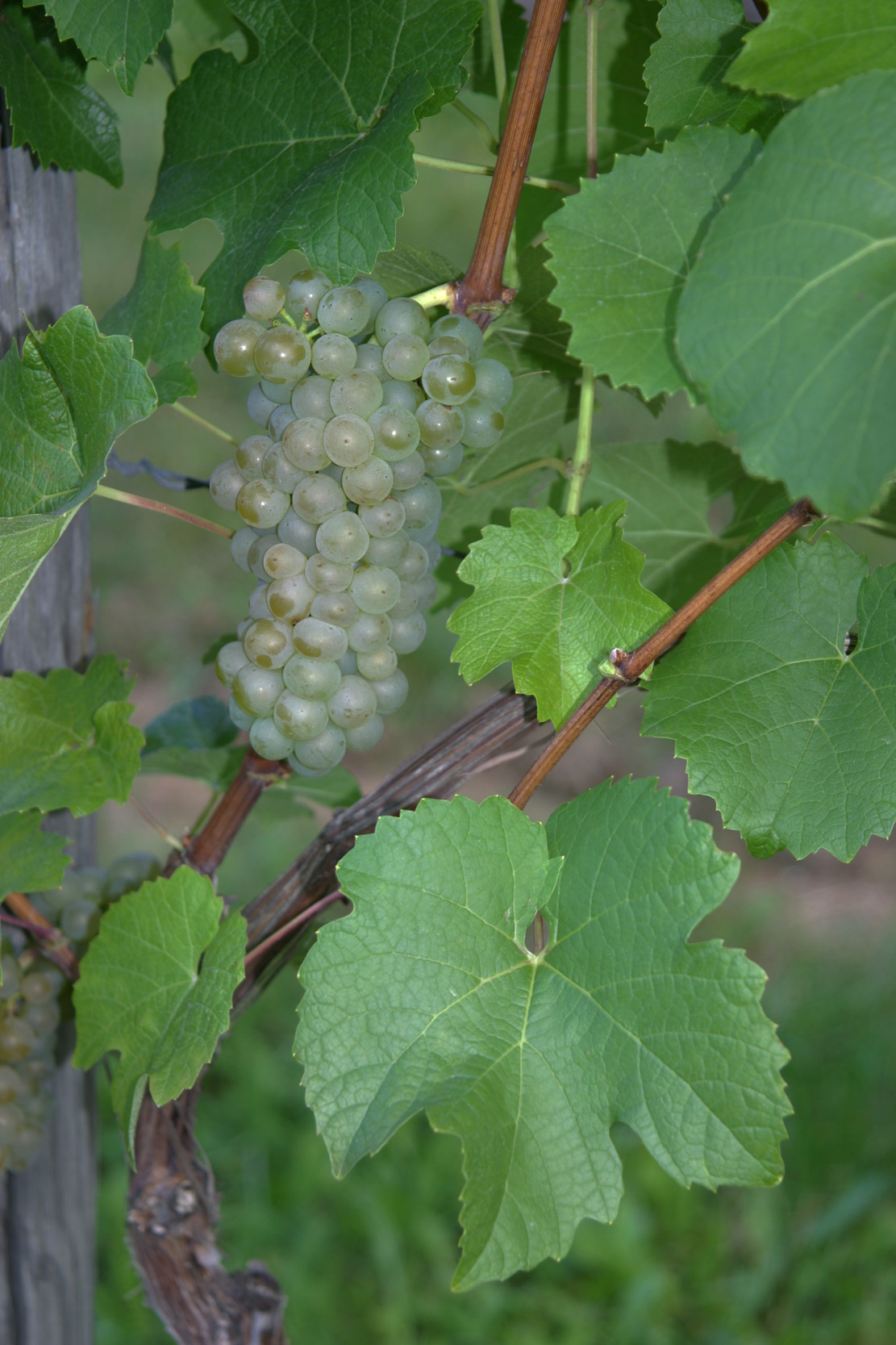
Гібридний виноград Мерцлінг, створений схрещуванням Сейве-Віллард 5276 з Рислінгом × Піно гри.

Протягом першої половини 20 століття були розроблені різні селекційні програми з метою подолання наслідків філоксери, яка відповідала за занепад європейських виноградників з 1863 року.

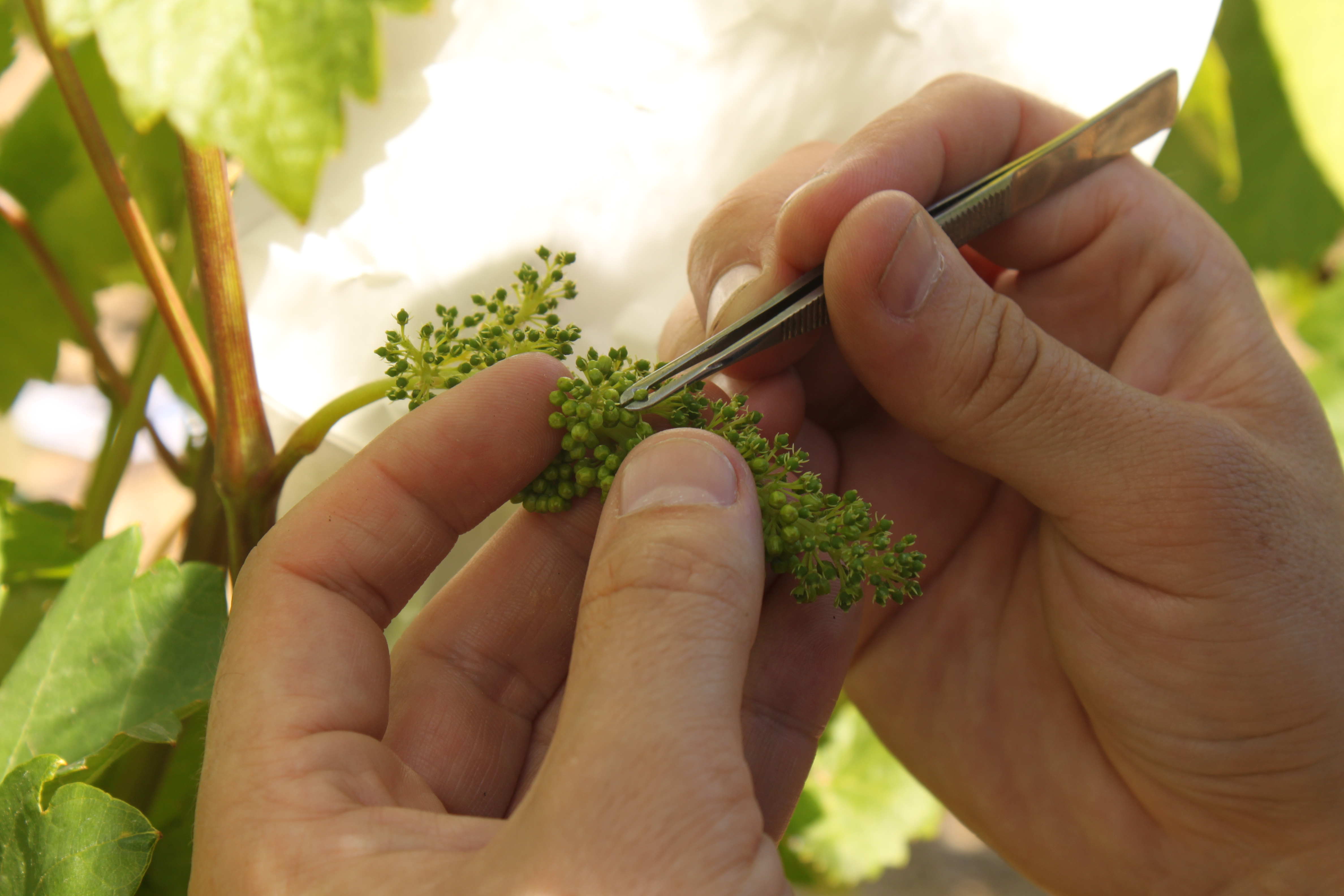
Приклад селекціонера, який каструє всі квіти грона виноградної лози.

Гібридні сорти винограду були введені як вирішення багатьох виноградарських проблем короткосезонних, прохолодних та більш вологих виноробних регіонів, таких як північно-східний та тихоокеанський північний захід Північної Америки. Починаючи з 1950-х років, сорти винограду, такі як De Chaunac, Baco noir, Marechal Foch, Vidal та ін., стали основними продуктами виноробної промисловості в Онтаріо, Нью-Йорку, Пенсільванії тощо. Лише з 1970-х та 1980-х років сорти вініфера почали витісняти гібридний виноград у цій місцевості. Навіть у тих районах, де зараз переважає Vitis vinifera, гібридні сорти все ще мають «культових прихильників» серед деяких споживачів вина. Крім того, в деяких випадках гібридний виноград використовується для отримання унікальних та виняткових продуктів; наприклад, крижане вино, вироблене з Біді Відаль або Віньолес в Онтаріо та Нью-Йорку. Гібридний виноград розширює традиційні виноробні регіони вініфери, оскільки його можна легше вирощувати і він дозріває раніше, ніж вініфера (що зменшує пошкодження птахами і зменшує ризик зависання плодів під час осінніх дощів), а також тому, що вони, як правило, мають набагато більшу стійкість до хвороб (тим самим потрібно менше розпилювати хімікати, що зменшує вартість вирощування). Тому гібридний виноград вважається «зеленою» альтернативою винограду вініфера.

## Виноградна лоза

Гібридний виноград Vitis aestivalis Norton.

Найвідоміші види винограду для гібридизації включають:
- Vitis vinifera, так званий європейський або винний виноград, корінний на території Євразії . До цього виду відносяться найвідоміші столові та винні сорти винограду, такі як Рислінг, Шардоне, Каберне Совіньон, Піно Нуар, Мерло та Гамай.
- Vitis aestivalis, вихідець зі сходу Північної Америки.
- Vitis rupestris, родом з Північної Америки.
- Vitis riparia (також іноді відомий як Vitis vulpina), «береговий виноград», що походить з північного сходу Північної Америки.
- Vitis amurensis, азійський вид винограду, зростає в Сибіру та Китаї.
- Vitis rotundifolia, мускадіни, зростає у південній половині США
- Vitis labrusca, родом з північного сходу Північної Америки. Конкорд і Ніагара - це міжвидові гібриди з великим вмістом лабруски.

Хоча рідкісні, міжвидові гібридні виногради можуть утворитися у природі через перехресне запилення. Через велику кількість американських видів Vitis можна знайти такі природні гібриди на американському континенті. Однак більшість добре відомих гібридних лоз були створені штучно. Найбільш раннім іменованим гібридом в Америці був виноград Олександр, виявлений близько 1740 року біля виноградника, посадженого для Вільяма Пенна вздовж Шуйлкіла.

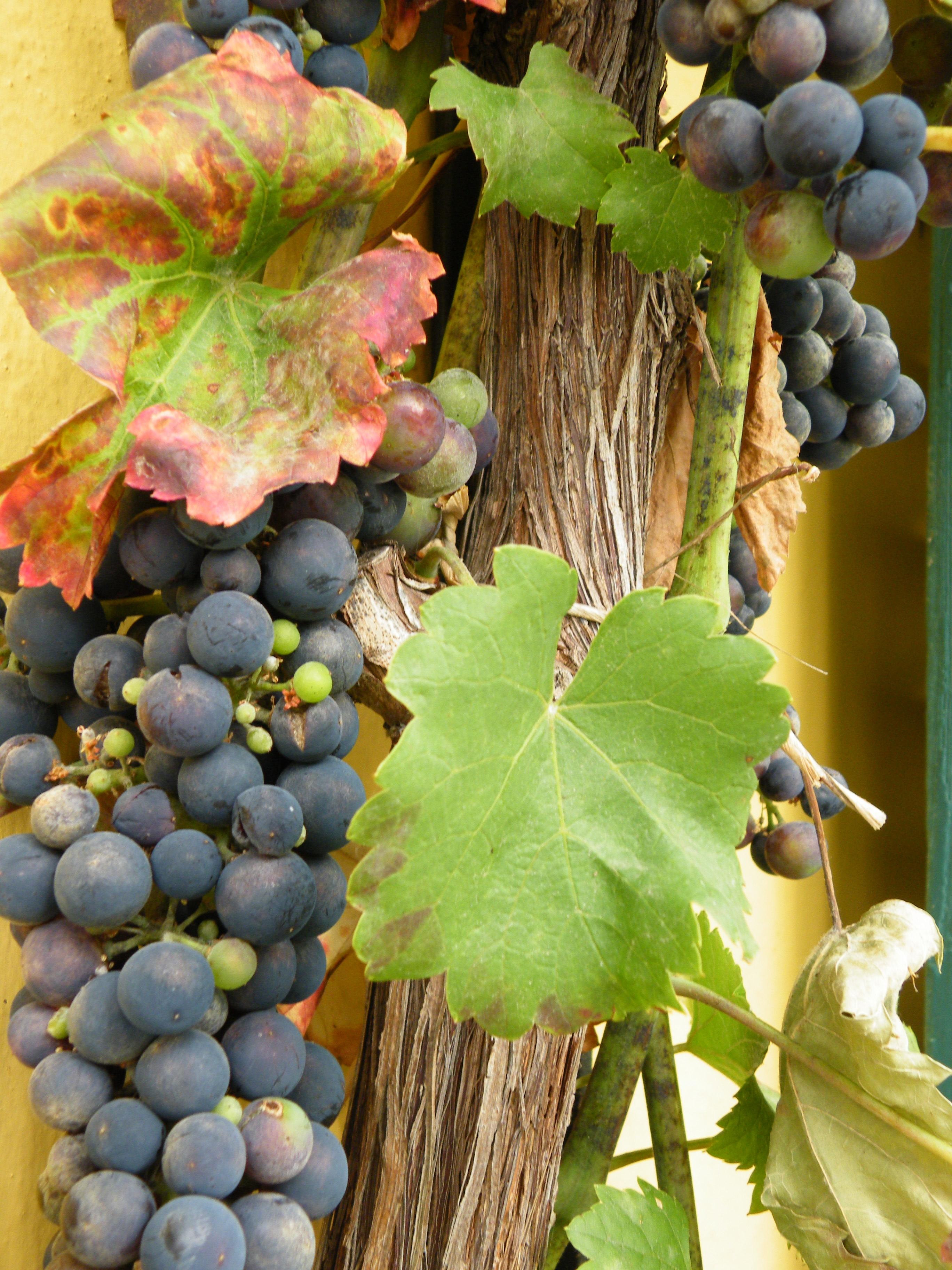
Виноград Regent, отриманий схрещуванням Діани та Шамбурсіна.

## Селекціонери
- Валентин Блаттнер: створив Каберне Блан і кілька інших сортів
- Т. В. Мансон: його часто називають порятунком європейського виноградарства та батьком підщепи, створив десятки сортів та сприяв поширенню диких американських видів винограду[1].
- Альберт Сейбель: мабуть, найвідоміший селекціонер, який створив велику кількість сортів в період між 1886 і 1936 рр. в Обена.
- Іоанн Сейв: творець Шамбурцин
- Елмер Свенсон, селекціонер Сен-Круа, Сен-Пепіна, Ла-Кросса, Еспріта, Едельвейса, Свенсона Реда та Кей Грей.

## Кілька гібридних сортів винограду
- Бако нуар, гібридний сорт, створений Франсуа Бако
- Коро нуар, Нуар і Валвін мускат, сорт, створений у Корнельському університеті
- Фронтенак, Маркетт і Ла Кресент, розроблені в Університеті Міннесоти .
- Marechal Foch та Leon Millot, сорти, створені Євгеном Кульманом
- Регент, гібридний сорт, створений Герхардтом Аллевельттом з Інституту селекції винограду Гейльвайлергофа
- Seyval blanc і Villard blanc, сорти, створені Бертиллю Сейве і Віктором Віллардом
- Vignoles (Ravat 51), гібридний виноград
- Vidal blanc, гібридний білий виноград, створений Жаном Луї Відалем

В Україні гібриди зазначаються в законі «Про виноград та виноградне вино» — це сорти винограду першого покоління від схрещування сортів виду Vitis vinifera з іншими видами винограду роду Vitis: Зейбель, Террас, Бако, Кастель, Кудерк, Отелло, Жакез, Клінтон, Ербемон.